# Sankt Stefan im Rosental
Sankt Stefan im Rosental  är en ort och  kommun i distriktet Südoststeiermark i förbundslandet Steiermark i Österrike. 
Kommunen består av två orter (Ortschaften) (inom parentes invånarantal 1 januari 2024) :
- Glojach (29)
- Sankt Stefan im Rosental (3 759)

Kommunen fick sin nuvarande form den 1 januari 2015 genom en sammanslagning av kommunerna Glojach och Sankt Stefan im Rosental.